# 张汉清
张汉清（1923年10月5日—2011年7月13日），男，山西交城（一作文水）人，中国国际共产主义运动史学家，曾任北京大学教授、博士生导师。